# Bactrocera montyana
Bactrocera montyana
 es una especie de insecto díptero que Munro describió científicamente por primera vez en 1984. Esta especie pertenece al género Bactrocera de la familia Tephritidae. 